# 심영 (야인시대)
심영은 SBS에서 방영된 TV 드라마 《야인시대》의 등장인물로서, 배우 김영인이 연기한 좌익 운동가이자 배우이다. 작중 모델이 된 실제 인물 심영의 직업은 배우였다. 《야인시대》 작품 내 등장 비중은 적었지만 "내가 고자라니!"라는 말로 신드롬을 일으켰다.

## 등장인물들과의 관계
- 김두한(김영철) : 좌익 계열 배우인 심영을 처치하려고 중앙극장에 잠입하여 총격에 성공했으나 심영 모친의 간곡한 부탁으로 백지 전향서를 받는 조건으로 심영을 살려준다.
- 김무옥(이혁재) : 중앙극장 습격 당시에 심영 측에 최루탄을 던지면서 심영을 습격하려고 하였다.
- 상하이 조(조상기) : 심영 추격 도중에 심영에게 총격을 가해서 심영을 성불구자로 만들었고 심영이 입원한 백병원에서는 기어코 심영이 있던 병실에까지 찾아가서 김두한이 심영을 살려준 것에 대해 화가 나서 심영의 급소를 두 번이나 내리찍기도 하였다.
- 의사양반(강승원) : 의사. 총격을 받은 심영을 치료한 백병원 의사로서 심영이 공산당에 전화해 줄 것을 요청했지만 거절한다. 실력이 굉장히 뛰어난 외과의사로 가장 민감하고 치명적인 급소를 총알에 맞고 쓰러진 심영을 거세 선에서 그치게 하고 완벽하게 살려낸 대단한 명의이다. 모티브는 실존인물 백인제로 추정된다.
- 이정재(김영호) : 심영이 총격을 당한 뒤에 백병원에 입원하면서 공산당과의 연락을 부탁하나 김두한의 뒤를 봐주는 경찰이던 이정재는 이를 거부한다.
- 심영의 어머니(한순례) : 심영의 어머니로 김두한 일당이 심영의 병실을 찾아갔을 때 상하이 조가 심영을 총살하려하자 김두한에게 심영을 살려달라고 빌어 심영을 전향서를 쓰는 선에서 살려주었다.
- 정진영(차광수) : 심영을 지키던 조선청년전위대의 수장으로 심영이 전향서를 쓴 뒤 심영을 찾아가 사정을 알고 자아비판한 것으로 간주한다.
- 김천호(도기석) : 정진영의 부하로 전향서를 쓴 심영을 반동분자로 매도하나 정진영은 오히려 심영의 편을 들어준다.
- 황철(이정성) : 심영의 동료. 중앙극장에서 같이 공연한다.
- 문예봉 : 심영과 황철의 동료.

## 작중 행적
- 57화: 심영은 김원봉, 박헌영과 함께 국군 준비대를 시찰했다.
- 58화: 김두한이 아편 사건으로 인해 감옥에 수감되었을 때 심영은 김두한을 무력화시키기 위하여 간수를 매수하여 일부러 김두한을 좌익 패거리들과 같은 옥방에 배정시켜 싸움을 일으키게 하였다. 황소를 꽤나 탄 씨름꾼인 좌익 패거리들임에도 불구하고 김두한은 오히려 이들을 누르고 가혹 행위를 한다.
- 59화: 심영은 김원봉 등과 함께 국군 준비대 해산 문제와 관련된 미군 측과의 협상에 참석했다.
- 63화: 박헌영의 명령을 받은 심영은 중앙극장에서 배우 문예봉, 황철, 극작가 임선규와 함께 사회주의 선전극 《님》(극작가 임선규 대본)을 공연했다. 이 과정에서 김두한은 중앙극장의 경비가 허술한 점을 노리고 별동대 대원들과 함께 심영 기습 작전을 준비했다.
- 64화: 심영은 중앙극장에서 배우 문예봉, 황철, 극작가 임선규와 함께 사회주의 선전극 《님》을 공연하고 있었다. 김두한의 별동대가 좌익 단체인 조선청년전위대 대원들의 눈을 피해 잠입하면서 연극 공연을 방해한 것을 알고 도망친 심영은 상하이 조가 쏜 총인 발터 P38에 맞았지만 극적으로 평소 애용하던 택시를 타고 도망쳤고 백병원에 입원해 목숨을 건졌다. 하지만 병원에서 자신을 치료한 의사(심영은 이 장면에서 백병원 의사를 "의사양반"이라고 불렀음)는 심영이 성불구자가 되었음을 알리게 된다. 이에 충격을 받은 심영은 "고자라니, 내가 고자라니!"하면서 절규하게 된다.
- 65화: 심영은 백병원에 잠입한 김두한 일당에게 죽음을 당할 위기에 처하나 심영의 어머니가 김두한에게 심영을 살려 달라고 빌었다. 자신의 어머니에 대한 생각이 난 김두한은 심영이 전향서를 쓰는 선에서 심영을 살려준다. 그러나 이에 화가 난 상하이 조는 심영의 급소를 두 번이나 내리 찍으면서 심영을 협박하고 김두한을 따라서 나간다. 이후 정진영 일당이 도착했고 심영은 전향서를 썼다고 정진영에게 고백한다. 김해숙과 김천호는 심영을 반동분자로 매도를 하고 이에 심영의 어머니는 정진영 일당에게 나가라고 일갈한다. 이어 김천호가 심영의 어머니마저 반동분자로 매도하지만 정진영은 김천호를 제지하고 심영이 자아 비판한 것으로 간주하고 심영의 사후 대책을 논의해보겠다고 하며 극중 심영의 등장은 끝을 맺는다.

## 실제 사건과의 차이
드라마의 내용은 김두한의 인터뷰에서 비롯된 것이다. 김두한은 중앙극장에서 연극을 끝내고 나온 심영을 자신이 쐈으며, 심영이 입원한 백병원에 찾아가 그를 죽이려 했으나 심영의 어머니가 말렸다고 회고했다. 그러나 당시 기사에 따르면 심영이 연극을 했던 곳은 중앙극장이 아니라 국제극장(현 명동예술극장)이며, 백병원이 아니라 “대학병원 김성진외과”에 입원하였다. 또한 배우의 이름을 ‘심형일’이라고 잘못 부르는 등 김두한의 주장을 신뢰하기 어렵다.
극중에서 심영은 연극 도중 상하이 조에게 습격을 받은 것으로 나오지만, 실제로는 귀가 도중 신원을 알 수 없는 괴한에게 총격을 받았다. 실제로 극장 습격이 일어났으나 심영 총격 이후에 일어났으며 심영은 이와 관계가 없다. 실제로 심영이 피격을 당한 곳은 광교 정 가운데였으며 이 곳은 종로구와 중구의 정확한 경계선이었다.
극중에서 심영은 총을 맞고 고환의 기능을 상실한 것으로 나오지만, 실제로는 총을 하복부에 맞았다. 심영이 성 불구가 되었다는 이야기는 반공서적 《비밀결사 백의사(白衣社)》(1993)에 등장한 것이다. 극중에는 심영이 피격 직후 곧바로 월북한 것으로 나오나 실제 심영은 1947년에도 대구 등 남부 지방을 돌며 순회 연극 공연을 하였다. 그는 좌익 사범으로 수감 등을 겪고 난 뒤에 1947년 12월 말경에서 1948년 4월 경 사이에 월북했다. 그러나 정확한 월북 날짜는 알려지지 않았다. 월북하면서 최은희 등 여러 배우들과 자신을 치료해 준 백인제 박사까지 납북했다.

## 같이 보기
- 야인시대
- 심영 (배우)
- 김영인 (1952년)
- 신불출
- 김두한
- 박철호 (1960년)
- 인터넷 밈
- 심영물

### 내용주
1. ↑  이 대사로 다양한 심영물이 탄생하였다.
2. ↑  김두한이 머리를 쓴 것인데 광교 정 가운데는 종로구와 중구의 경계선이다. 굳이 여기서 심영을 저격한 이유는 종로구와 중구가 서로 관할구역을 헷갈리게 만들기 위해서였다.
3. ↑  아마도 종로와 중구의 경계선이었을듯 함.